# Eleições para a Câmara dos Representantes dos Estados Unidos em 2020
As eleições de 2020 para a Câmara dos Representantes dos Estados Unidos foram realizadas em 3 de novembro de 2020, com eleições especiais ao longo do ano. As eleições foram realizadas para eleger representantes de todos os 435 distritos congressionais em cada um dos 50 estados dos EUA, bem como seis delegados não votantes do Distrito de Columbia e dos territórios habitados dos EUA. Numerosas outras eleições federais, estaduais e locais, incluindo a eleição presidencial de 2020 e as eleições para o Senado de 2020, também foram realizadas nesta data. Os vencedores desta eleição servirão no 117º Congresso dos Estados Unidos, com cadeiras distribuídas entre os estados com base no Censo dos Estados Unidos de 2010. Os democratas detêm a maioria na Câmara dos Representantes desde 3 de janeiro de 2019, como resultado das eleições de 2018, quando conquistaram 235 cadeiras.
Antes das eleições de 2020, os democratas foram projetados por muitas pesquisas, incluindo republicanas e independentes, para expandir sua maioria na Câmara em até 15 cadeiras devido à impopularidade do presidente Donald Trump e as atitudes nacionais sobre a pandemia COVID-19. No entanto, embora os democratas mantivessem o controle da Câmara, os republicanos superaram as expectativas, principalmente conquistando cadeiras traseiras que perderam em 2018 e diminuindo a maioria democrata em geral, enquanto defendiam com sucesso cadeiras competitivas nos subúrbios que os democratas esperavam perder. Acredita-se que o desempenho excessivo dos republicanos se deve ao fato de o presidente Trump estar na cédula, o que, apesar de sua própria derrota, levou a uma alta participação dos republicanos.    Com algumas disputas ainda indecisas semanas após a eleição, os democratas agora devem ter a menor maioria na Câmara desde 2000, quando os republicanos conquistaram 221 cadeiras.

## Aposentadoria
Trinta e seis titulares não solicitaram a reeleição para se aposentar ou buscar outros cargos.

### Democratas
Nove democratas não buscaram a reeleição.
1. Califórnia 53: Susan Davis se aposentou.
2. Hawaii 2: Tulsi Gabbard aposentou-se para concorrer à presidência dos Estados Unidos.
3. Indiana 1: Pete Visclosky se aposentou.
4. Iowa 2: Dave Loebsack se aposentou.
5. Massachusetts 4: Joe Kennedy III se aposentou para se candidatar a senador dos EUA.
6. Novo México 3: Ben Ray Luján se aposentou para disputar o cargo de senador dos Estados Unidos.
7. Nova York 15: José Serrano se aposentou.
8. Nova York 17: Nita Lowey se aposentou.
9. Washington 10: Denny Heck se aposentou para concorrer a vice-governador de Washington.

### Libertários
Um libertário não buscou a reeleição.
1. Michigan 3: Justin Amash se aposentou.

### Republicanos
Vinte e seis republicanos não buscaram a reeleição.
1. Alabama 1: Bradley Byrne se aposentou para se candidatar a senador dos EUA.
2. Alabama 2: Martha Roby se aposentou.
3. Califórnia 8: Paul Cook aposentou-se para concorrer ao cargo de supervisor do condado de San Bernardino.
4. Flórida 3: Ted Yoho se aposentou.
5. Flórida 19: Francis Rooney se aposentou.
6. Geórgia 7: Rob Woodall se aposentou.
7. Geórgia 9: Doug Collins se aposentou para se candidatar a senador dos EUA.
8. Illinois 15: John Shimkus se aposentou.
9. Indiana 5: Susan Brooks se aposentou.
10. Kansas 1: Roger Marshall aposentou-se para concorrer a senador dos Estados Unidos.
11. Louisiana 5: Ralph Abraham se aposentou.
12. Michigan 10: Paul Mitchell se aposentou.
13. Montana em liberdade: Greg Gianforte aposentou-se para se candidatar ao governo de Montana.
14. Nova York 2: Peter T. King se aposentou.
15. Carolina do Norte 2: George Holding se aposentou devido ao redistritamento.
16. Carolina do Norte 6: Mark Walker se aposentou devido ao redistritamento.
17. Oregon 2: Greg Walden se aposentou.
18. Tennessee 1: Phil Roe se aposentou.
19. Texas 11: Mike Conaway se aposentou.
20. Texas 13: Mac Thornberry se aposentou.
21. Texas 17: Bill Flores se aposentou.
22. Texas 22: Pete Olson se aposentou.
23. Texas 23: Will Hurd se aposentou.
24. Texas 24: Kenny Marchant se aposentou.
25. Utah 1: Rob Bishop aposentou-se para concorrer a vice-governador de Utah.
26. Wisconsin 5: Jim Sensenbrenner se aposentou.

## Renúncias
Quatro presidentes renunciaram em 2020, todos republicanos, sem eleições especiais para preencher os assentos vagos antes da eleição de novembro.

### Republicanos
1. Califórnia 50: Duncan Hunter renunciou em 13 de janeiro após se confessar culpado de uma acusação de uso indevido de fundos de campanha. Assento ganho pelo republicano Darrell Issa.
2. Geórgia 14: Tom Graves renunciou em 4 de outubro; ele tinha inicialmente planejado se aposentar no final do mandato. Assento ganho pela republicana Marjorie Taylor Greene.
3. Carolina do Norte 11: Mark Meadows renunciou em 30 de março para se tornar Chefe de Gabinete da Casa Branca. Assento ganho pelo republicano Madison Cawthorn.
4. Texas 4: John Ratcliffe renunciou em 22 de maio para se tornar Diretor de Inteligência Nacional. Assento ganho pelo republicano Pat Fallon.

## Titulares derrotados

### Nas eleições primárias
Oito incumbentes perderam renominação em 2020, a maior parte em um ano sem redistritamento desde 1974.

### Democratas
Três democratas perderam a renomeação.
1. Illinois 3: Dan Lipinski perdeu a renomeação para Marie Newman, que venceu as eleições gerais.
2. Missouri 1: Lacy Clay perdeu a renomeação para Cori Bush, que venceu as eleições gerais.
3. Nova York 16: Eliot Engel perdeu a renomeação para Jamaal Bowman, que venceu as eleições gerais.